# Beginner
「Beginner」（ビギナー）は、日本の女性アイドルグループ・AKB48の楽曲。楽曲は秋元康により作詞、井上ヨシマサにより作曲されている。2010年10月27日にAKB48のメジャー18作目のシングルとしてキングレコードから発売された。
キャッチコピーは「今回のAKBは、かなり、ヤバい!」。

## 背景とリリース
従来の楽曲では基本的にセンターポジションを固定して音楽番組などで披露していたが、この曲では、高橋みなみ、篠田麻里子、前田敦子、板野友美、大島優子、渡辺麻友&松井珠理奈（Wセンター）の6種類の変則センターで披露されている。どのフォーメーションになるかは直前まで分からず、曲冒頭の高橋が背中に回した手でメンバーに送るサインによって変わる。DVD収録のMV・配信限定のオリジナルバージョンでは、ともに前田敦子センターフォーメーションを採用している。2010年10月9日に葛西臨海公園で行われたライブイベント『AKB48 東京 秋祭り』初日公演で初披露された。テレビ番組では渡辺・松井バージョンのみ一度も披露されておらず、ライブでしか見ることが出来なかった。初選抜と選抜復帰のメンバーはおらず、2010年9月にグループを卒業した小野恵令奈のほかに、秋元才加、佐藤亜美菜、仲川遥香、宮崎美穂の4人が選抜から外れた。それ以外は全員引き続き選抜入りしている。
楽曲のシングル盤は「Type-A」の「初回限定盤」、「Type-A」の「通常盤」、「Type-B」の「初回限定盤」、「Type-B」の「通常盤」、サイト「キャラアニ」を通して発売された「劇場盤」の5種類がリリースされている。「劇場盤」はCDのみの形態であり、それ以外の4種類はDVDが付属している。「Type-A」および「Type-B」それぞれにおける「初回限定盤」と「通常盤」は収録トラックが同一であり封入特典が異なる。4タイプの共通特典として『AKB48 リクエストアワーセットリストベスト100 2011』における楽曲投票シリアルナンバーが封入されている。カップリング曲は合計3曲。すべてのシングル盤に共通の「僕だけのvalue」は「アンダーガールズ」名義で歌唱されている。Type-Aの2種と劇場盤に収録されているカップリング曲「君について」は、リリースに先立ってアメーバピグで行われた、チームピグ指名戦において1位になった「MINT」が歌唱している。Type-Bの2種と劇場盤に収録されている「泣ける場所」は、新しい試みとしてボーカルチームとダンスユニットを組み合わせたユニット「DIVA」により歌唱されている。Type-AおよびBに付属しているDVDには、「Beginner」のフォーメーション映像がそれぞれ3種類ずつ収録されている。
「第52回日本レコード大賞」で優秀作品賞を受賞した。
本楽曲には、エレクトロニック・ダンス・ミュージック（EDM）が使われている。

## アートワーク
| Type-A（初回限定盤） | 板野友美、大島優子、高橋みなみ、前田敦子 |
| Type-B（初回限定盤） | 柏木由紀、小嶋陽菜、篠田麻里子、渡辺麻友 |
| Type-A（通常盤）     | 板野友美、大島優子、高橋みなみ、前田敦子 |
| Type-B（通常盤）     | 柏木由紀、小嶋陽菜、篠田麻里子、渡辺麻友 |
| 劇場盤               | 『Beginner』選抜メンバー全16名           |

## チャート成績
発売前日の2010年10月26日付オリコンデイリーチャートで推定売上枚数約56万8000枚を記録。自身の前々作『ポニーテールとシュシュ』の記録（2010年5月25日付、約35万4000枚）を抜き、デイリーでの推定売上枚数公開以降の最高枚数を更新した。また、自身の過去の全シングルの初動売上を1日で上回った。さらに、本シングル発売まで2010年のシングルのうち最も高い初動売上を記録していた『Monster』（嵐）の初動売上も、同じく1日で上回った。
推定売上枚数の合計は、発売当日（集計2日目）で60万枚を突破。2000年1月にモーニング娘。が『恋のダンスサイト』で記録した「女性アイドルグループ歴代最高初動記録」（約60万1000枚。出典の記事には60万枚とある）、および1998年10月にSPEEDが『ALL MY TRUE LOVE』で記録した「女性グループ歴代最高初動記録」（約60万1000枚）を2日で更新した。推定売上枚数の合計は、発売翌日（集計3日目）で70万枚を突破。本作発売まで2010年度のオリコン年間シングルチャートで暫定1位だった「Troublemaker」（嵐）の累積売上を3日で上回った。
2010年11月8日付オリコン週間シングルチャートで初登場1位を獲得。1位獲得は『RIVER』から5作連続となった。最終的な初動売上は約82万7000枚に達し、前述の通り女性グループとしての歴代最高初動記録を更新した。ソロを含めた女性アーティストの初動売上では『Addicted To You』（宇多田ヒカル）、『CAN YOU CELEBRATE?』（安室奈美恵）に続く発売当時歴代3位となった。また、『ポニーテールとシュシュ』から3作連続で初動売上が50万枚を突破。これは女性アーティスト初の記録。
2011年1月31日付オリコン週間シングルチャートで正式に100万枚を売り上げ、『千の風になって』（秋川雅史）以来史上243作目のミリオンセラーとなった。なお、女性アーティストとしては『地上の星/ヘッドライト・テールライト』（中島みゆき）以来7年10か月ぶり、女性グループとしては『恋のダンスサイト』（モーニング娘。）以来約10年11か月ぶり、秋元康の作詞による楽曲では『愛が生まれた日』（藤谷美和子・大内義昭）以来約16年半ぶり・通算4作目の記録。2010年11月10日に日本レコード協会から、本作の最低正味出荷枚数がミリオンであることが発表された。ミリオンセラー達成は『千の風になって』以来、約3年2か月ぶり。また、ポップスでは『Real Face』（KAT-TUN）以来約4年5か月ぶり、キングレコードから発売されたシングルでは中山美穂『ただ泣きたくなるの』（1994年）以来、約16年ぶり。
2010年度のオリコン年間シングルチャートでは初動のみで暫定1位に位置づけ、最終結果も1位となった。翌2011年度の同チャートでは92位にランクインし、2年連続で100位以内に入った。

## ミュージック・ビデオ
楽曲のミュージック・ビデオは2種類存在する。当初『AKB48 19thシングル選抜じゃんけん大会』で公開されたものは、中島哲也が監督したゲーム画面をモチーフにしたオリジナルバージョンである。これはメンバーがゲームプレーヤーとして自身のアバターを操作して敵と戦うものとなっているが、アバターが潰されるなど過激なシーンが多いことから、若年層ファンへの悪影響の懸念があり、付属DVDへの収録を取りやめ、配信限定での公開となった。その後、MV集『AKBがいっぱい 〜ザ・ベスト・ミュージックビデオ〜』に収録された。代替として制作されたもう一つのバージョンは、ダンスシーンを中心に一部はオリジナルバージョンのメイキング映像などで構成されたバージョンで、付属DVDにはこのバージョンが収録された。

## メディアでの使用
- NTTぷらら『AKB48×ひかりTV』「トーク篇」・「ダンス篇」・「うた篇」・「夢篇」・「持ち歌篇」CMソング
- ファミリー劇場『AKB48 ネ申テレビ』シーズン5 オープニング・テーマ
- 日本テレビ系『なるほど!ハイスクール』エンディング・テーマ

## シングル収録トラック

### Type-A
「初回限定盤」と「通常盤」の2種類が存在するが、収録トラックは同一である。
| #         | タイトル                            | 作詞      | 作曲         | 編曲         | 時間  |
| --------- | ----------------------------------- | --------- | ------------ | ------------ | ----- |
| 1.        | 「Beginner」                        | 秋元康    | 井上ヨシマサ | 井上ヨシマサ | 3:59  |
| 2.        | 「僕だけのvalue」(アンダーガールズ) | 秋元康    | 小網準       | 生田真心     | 4:32  |
| 3.        | 「君について」(MINT)                | 秋元康    | 青野ゆかり   | 佐々木裕     | 5:41  |
| 4.        | 「Beginner（off vocal ver.）」      |           |              |              | 3:56  |
| 5.        | 「僕だけのvalue（off vocal ver.）」 |           |              |              | 4:32  |
| 6.        | 「君について（off vocal ver.）」    |           |              |              | 5:41  |
| 合計時間: | 合計時間:                           | 合計時間: | 合計時間:    | 合計時間:    | 28:23 |

| #  | タイトル                                                                 | 作詞 | 作曲・編曲 | 監督     | 時間 |
| -- | ------------------------------------------------------------------------ | ---- | ---------- | -------- | ---- |
| 1. | 「Beginner」                                                             |      |            | 中島哲也 | 3:25 |
| 2. | 「僕だけのvalue」                                                        |      |            | 丸山健志 | 8:36 |
| 3. | 「君について」                                                           |      |            | 高橋栄樹 | 7:05 |
| 4. | 「「Beginner」フォーメーション映像（大島優子センターver.）」             |      |            |          |      |
| 5. | 「「Beginner」フォーメーション映像（篠田麻里子センターver.）」           |      |            |          |      |
| 6. | 「「Beginner」フォーメーション映像（松井珠理奈・渡辺麻友センターver.）」 |      |            |          |      |

### Type-B
「初回限定盤」と「通常盤」の2種類が存在するが、収録トラックは同一である。
| #         | タイトル                            | 作詞      | 作曲         | 編曲           | 時間  |
| --------- | ----------------------------------- | --------- | ------------ | -------------- | ----- |
| 1.        | 「Beginner」                        | 秋元康    | 井上ヨシマサ | 井上ヨシマサ   | 3:59  |
| 2.        | 「僕だけのvalue」(アンダーガールズ) | 秋元康    | 小網準       | 生田真心       | 4:33  |
| 3.        | 「泣ける場所」(DIVA)                | 秋元康    | 鶴﨑輝一     | 野中“まさ”雄一 | 5:03  |
| 4.        | 「Beginner（off vocal ver.）」      |           |              |                | 3:56  |
| 5.        | 「僕だけのvalue（off vocal ver.）」 |           |              |                | 4:33  |
| 6.        | 「泣ける場所（off vocal ver.）」    |           |              |                | 5:03  |
| 合計時間: | 合計時間:                           | 合計時間: | 合計時間:    | 合計時間:      | 27:07 |

| #  | タイトル                                                       | 作詞 | 作曲・編曲 | 監督     | 時間 |
| -- | -------------------------------------------------------------- | ---- | ---------- | -------- | ---- |
| 1. | 「Beginner」                                                   |      |            | 中島哲也 | 3:25 |
| 2. | 「僕だけのvalue」                                              |      |            | 丸山健志 | 8:36 |
| 3. | 「泣ける場所」                                                 |      |            | 斎藤竜也 | 7:05 |
| 4. | 「「Beginner」フォーメーション映像（前田敦子センターver.）」   |      |            |          |      |
| 5. | 「「Beginner」フォーメーション映像（板野友美センターver.）」   |      |            |          |      |
| 6. | 「「Beginner」フォーメーション映像（高橋みなみセンターver.）」 |      |            |          |      |

### 劇場盤
| #         | タイトル                            | 作詞      | 作曲         | 編曲           | 時間  |
| --------- | ----------------------------------- | --------- | ------------ | -------------- | ----- |
| 1.        | 「Beginner」                        | 秋元康    | 井上ヨシマサ | 井上ヨシマサ   | 3:59  |
| 2.        | 「僕だけのvalue」(アンダーガールズ) | 秋元康    | 小網準       | 生田真心       | 4:33  |
| 3.        | 「君について」(MINT)                | 秋元康    | 青野ゆかり   | 佐々木裕       | 5:41  |
| 4.        | 「泣ける場所」(DIVA)                | 秋元康    | 鶴﨑輝一     | 野中“まさ”雄一 | 5:03  |
| 合計時間: | 合計時間:                           | 合計時間: | 合計時間:    | 合計時間:      | 19:16 |

## 選抜メンバー
- 板野友美
- 大島優子
- 河西智美
- 柏木由紀
- 北原里英
- 小嶋陽菜
- 指原莉乃
- 篠田麻里子
- 高城亜樹
- 高橋みなみ
- 前田敦子
- 松井珠理奈 [注釈 6]
- 松井玲奈 [注釈 6]
- 峯岸みなみ
- 宮澤佐江
- 渡辺麻友

## 収録アルバム
- ここにいたこと
- 0と1の間

## JKT48によるカバー
AKB48の姉妹グループであるJKT48が本楽曲をカバーし、グループの12作目のシングルとして、2016年1月1日にHits Recordsから発売された。
歌詞は全編にわたってインドネシア語に翻訳したもの。楽曲のセンターポジションはメロディー・ヌランダニ・ラクサニ。また、英語でカバーしたバージョンも収録されている。
CDは通常盤、Music Cardの2形態。
カップリングでは他に、NMB48から「パンキッシュ」「休戦協定」、HKT48から「スキ!スキ!スキップ!」、AKB48から「君の背中」の計4曲のカバーが収録されている。

### シングル収録トラック (JKT48)
| 全作詞: 秋元康。 |                                                   |        |                  |                  |
| #                | タイトル                                          | 作詞   | 作曲             | 編曲             |
| 1.               | 「Beginner」                                      | 秋元康 | 井上ヨシマサ     | 井上ヨシマサ     |
| 2.               | 「Kimi no Senaka –Punggung Milikmu-」             | 秋元康 | 板垣祐介         | 板垣祐介         |
| 3.               | 「Punkish」                                       | 秋元康 | 西島真実、力丸尊 | 西島真実、力丸尊 |
| 4.               | 「Kyusen Kyoutei –Kesepakatan Gencatan Senjata–」 | 秋元康 | you-me           | you-me           |
| 5.               | 「Suki! Suki! Skip! –Suka! Suka! Skip!–」         | 秋元康 | 小林祐二         | 武藤星児         |
| 6.               | 「Beginner (English Version)」                    | 秋元康 | 井上ヨシマサ     | 井上ヨシマサ     |

| #  | タイトル                                  | 作詞 | 作曲・編曲 |
| -- | ----------------------------------------- | ---- | ---------- |
| 1. | 「Beginner Music Video」                  |      |            |
| 2. | 「Beginner Music Video Behind the Scene」 |      |            |

### 選抜メンバー (JKT48)
- アヤナ・シャハブ
- シンディ・ユフィア
- デフィ・キナル・プトゥリ
- イレィン・ハルタント
- 仲川遥香
- ジェニファー・ハンナ
- ジェシカ・ファニア
- ジェシカ・フェランダ
- リディア・マウリダ・ジュハンダル
- メロディー・ヌランダニ・ラクサニ
- ミシェル・クリスト・クスナディ
- ナビラ・ラトナ・アユ・アザリア
- ラトゥ・フィエンニ・フィトゥリリア
- シャニ・インディラ・ナティオ
- シャニア・ジュニアナタ
- フィフィヨナ・アプリアニ

## BNK48によるカバー
AKB48の姉妹グループであるBNK48は、本楽曲を「Beginner」（ロゴ表記：BEGIИИEЯ）のタイトルでカバーし、グループ6作目のシングルとして2019年3月にBNK48 Officeから発売された。
歌詞はタイ語に翻訳したものとなっている。本作は先般実施された『BNK48 6thシングル 選抜総選挙』の結果が反映され、楽曲のセンターポジションは総選挙で1位となったチャープランが務める。
カップリングには「君のことが好きだから」のタイ語版と、オリジナル曲で映画『WHERE WE BELONG』主題歌の「LET U GO」が収録されている。

### 収録曲 (BNK48)
| #  | タイトル                                                          | 作詞                                   | 作曲                               | 編曲           |
| -- | ----------------------------------------------------------------- | -------------------------------------- | ---------------------------------- | -------------- |
| 1. | 「Beginner」                                                      | 秋元康、Pongchuk Pissathanporn（訳詞） | 井上ヨシマサ                       | 井上ヨシマサ   |
| 2. | 「Kimi no Koto ga Suki Dakara -ก็เพราะว่าชอบเธอ-」                  | 秋元康、Prapop Chomtawon（訳詞）       | 織田哲郎                           | 野中“まさ”雄一 |
| 3. | 「LET U GO」                                                      | コンデート・ジャトゥランラッサミー     | コンデート・ジャトゥランラッサミー |                |
| 4. | 「Beginner (off vocal ver.)」                                     |                                        | 井上ヨシマサ                       | 井上ヨシマサ   |
| 5. | 「Kimi no Koto ga Suki Dakara -ก็เพราะว่าชอบเธอ- (off vocal ver.)」 |                                        | 織田哲郎                           | 野中“まさ”雄一 |
| 6. | 「LET U GO (off vocal ver.)」                                     |                                        | コンデート・ジャトゥランラッサミー |                |

### 選抜メンバー (BNK48)
かっこ内は『BNK48 6thシングル 選抜総選挙』における順位。
- チャープラン（1位）
- ジェーン（5位）
- ジェニス（2位）
- ゲーウ（8位）
- カイムック（15位）
- マイ（16位）
- モバイル（4位）
- ミュージック（3位）
- ナムヌン（10位）
- ナタリン（14位）
- ヌイ（7位）
- オーン（6位）
- パン（9位）
- プーペ（12位）
- ターワン（11位）
- ウィー（13位）